# Vez
Vez település Franciaországban, Oise megyében. Lakosainak száma 280 fő (2022. január 1.). Vez Haramont, Largny-sur-Automne, Bonneuil-en-Valois, Éméville, Russy-Bémont, Vauciennes és Vaumoise községekkel határos.

## Népesség
A település népessége az elmúlt években az alábbi módon változott:
| Lakosok száma | 312  | 301  | 305  | 283  | 277  | 273  | 270  | 275  | 280  |
|               | 2013 | 2015 | 2016 | 2017 | 2018 | 2019 | 2020 | 2021 | 2022 |